# Dizzy Pilots
Dizzy Pilots é um filme de curta-metragem estadunidense de 1943. É o 74º de um total de 190 filmes da série com os Três Patetas produzida pela Columbia Pictures entre 1934 e 1959.

## Enredo
Os Três Patetas são os "Irmãos Errados" (Wrong brothers, paródia dos aviadores Irmãos Wright), soldados durante a II Guerra Mundial e que foram dispensados do serviço militar por 30 dias para desenvolverem o seu invento, um novo modelo de aeroplano chamado por eles de Buzzard ("Gavião" pela dublagem brasileira). Ao iniciarem os trabalhos começam também os desastres: Moe cai num tanque de tinta plástica e fica imobilizado. Larry e Curly tentam tirar a tinta usando gás de hidrogênio mas isso causa a expansão da cobertura e Moe sai flutuando. Curly atira com uma espingarda e a cobertura plástica se rompe, fazendo com que Moe despenque e caia em um poço.
Mais tarde, o avião está pronto para o primeiro voo mas a porta do hangar é pequena então Moe manda os outros dois serrarem a parede mas Curly não entende e começa a serrar a asa do avião e depois a mão de Moe, que retruca golpeando a cabeça dele com a ferramenta. Com os três em pleno voo, Curly começa a tirar peças do avião que fica fora de controle e os três são lançados fora da carlinga e caem no mesmo poço que Moe caira antes. Com o fracasso do teste, os três voltam para o Exército. Durante o exercício de marcha, o trio enfurece e derruba o sargento instrutor (Richard Fiske) e é obrigado a fugir correndo do local.